# Urosigalphus hubbardi
Urosigalphus hubbardi är en stekelart som beskrevs av Crawford 1914. Urosigalphus hubbardi ingår i släktet Urosigalphus och familjen bracksteklar. Inga underarter finns listade i Catalogue of Life.